# Борзова, Ольга Георгиевна
О́льга Гео́ргиевна Борзо́ва (1 января 1949, пгт Песчанокопское, Ростовская область, РСФСР, СССР) — российский политик, депутат Государственной Думы Федерального Собрания Российской Федерации четвёртого (2003—2007), пятого (2007—2011) и шестого созывов (2011—2016). Член Генерального совета ВПП «Единая Россия».

## Биография
Ольга Борзова родилась 1 января 1949 года в посёлке городского типа Песчанокопское Ростовской области в семье учителя. В 1972 году окончила педиатрический факультет Ростовского государственного медицинского института. Кандидат медицинских наук, заслуженный врач Российской Федерации (1996). Член редколлегии журнала «Детская больница», член Правления российской Ассоциации главных врачей детских областных, краевых и республиканских больниц.

## Трудовая деятельность
С 1972 по 1974 год — врач-педиатр Кавказской центральной районной больницы Краснодарского края.
С 1974 по 1978 год — врач-педиатр в детской больнице города Нижний Тагил Свердловской области.
С 1978 по 1981 год работала в Ростовской областной детской больнице в должности врача-педиатра пульмонологического отделения, затем — в должности заместителя главного врача по лечебной части.
В 1989 году — главный врач Ростовской областной детской больницы. Работала главным педиатром облздравотдела.
С 1992 по 1995 год — заместитель директора Департамента здравоохранения.
О. Г. Борзовой организованы уникальные специализированные детские центры, с высоким кадровым и научным потенциалом, оснащенные современным дорогостоящим медицинским оборудованием. Большинство центров имеют межтерриториальный статус, в которых получают бесплатное лечение дети не только из Ростовской области, но и из Чеченской Республики, Ингушетии, Дагестана, Северной Осетии и других республик Северного Кавказа.

## Политическая деятельность
С 1990 по 1994 год — депутат Областного совета народных депутатов Ростовской области.
С 1998 по 2002 год — депутат Законодательного Собрания Ростовской области от Советского избирательного округа № 40 (второго и третьего созыва), председатель Комитета по социальным вопросам, правопорядку и защите прав граждан.
В 2003 году 
избрана депутатом Государственной Думы ФС РФ четвертого созыва от избирательного объединения партия «Единство» и «Отечество» — Единая Россия от Ростовской области, была членом фракции «Единая Россия» (с 2005 года первый заместитель руководителя фракции «Единая Россия» вместо О. В. Морозова), заместителем председателя Комитета ГД по охране здоровья.
С первых дней Борзова принимала участие в ликвидации последствий террористического акта в г. Беслане, работала в Парламентской комиссии по расследованию причин и обстоятельств совершения террористического акта в г. Беслане Республики Северная Осетия — Алания.
С февраля 2007 года по решению Президиума Генерального совета ВПП «Единая Россия» возглавила рабочую группу по стабилизации ситуации по программе дополнительного лекарственного обеспечения льготных категорий граждан в Российской Федерации.
В 2007 году избрана депутатом Государственной Думы ФС РФ пятого созыва от Ростовской области, была членом фракции «Единая Россия», председателем Комитета ГД по охране здоровья.
В 2011 году избрана депутатом Государственной Думы ФС РФ шестого созыва от Ростовской области, член фракции «Единая Россия», заместитель председателя Комитета ГД по вопросам семьи, женщин и детей.

## Научная работа
Автор более 100 научных статей по педиатрии и организации здравоохранения.

## Законотворческая деятельность
Автор 49 федеральных законов и законопроектов (в том числе закона Димы Яковлева), многих поправок к проектам федеральных законов (в том числе к антитабачному закону).

## Семья, увлечения
Незамужем, имеет дочь.
Увлекается чтением художественной литературы, классической музыкой и бадминтоном.

## Награды
- Орден Дружбы (20 апреля 2006 года) — за активное участие в законотворческой деятельности и многолетнюю добросовестную работу[5].
- Медаль ордена «За заслуги перед Отечеством» II степени (6 сентября 1999 года) — за большой вклад в социально-экономическое развитие города Ростова-на-Дону и в связи с его 250-летием[6].
- Заслуженный врач Российской Федерации (12 марта 1996 года) — за заслуги в области здравоохранения и многолетнюю добросовестную работу[2].
- Почётная грамота правительства Российской Федерации (31 января 2009 года) — за заслуги в области здравоохранения и многолетний плодотворный труд[7].
- Благодарность Правительства Российской Федерации (4 февраля 2011 года) — за заслуги в законотворческой деятельности и многолетнюю добросовестную работу[8].